# ألاغنا (بافيا)
ألاغنا (بالإيطالية: Alagna) هي بلدة تقع في مقاطعة بافيا بإقليم لومبارديا في شمال إيطاليا. تبلغ مساحة هذه المدينة 8.6 (كم²)، وترتفع عن سطح البحر 92 م، بلغ عدد سكانها 876 نسمة في عام 2004 حسب إحصاء المعهد الوطني للإحصاء.

## السكان
في سنة 1861 بلغ عدد السكان 1٬206 نسمة، وتطور العدد ليصل في سنة 2011 لـ 882 نسمة.
يظهر هذا المخطط البياني تطور النمو السكاني لـ ألاغنا (بافيا)